# Olaf Holtedahl
Olaf Holtedahl (24 juin 1885 - 26 août 1975) est un géologue norvégien (Dr.philos., 1913). Il devient maître de conférences à l'Université d'Oslo en 1914 et y est professeur de géologie de 1920 à 1956.

## Carrière
Olaf Holtedahl est né à Kristiania (aujourd'hui Oslo), en Norvège, fils d'Arne H. Holtedahl, surintendant de l'administration des pauvres, et de sa femme, Mathilde Madsen .
Vers 1903, il fait son service militaire obligatoire à Gardermoen, juste au nord d'Oslo, et y rencontre le capitaine Gunnar Isachsen qui l'influence grandement et inspire d'abord son intérêt pour les régions polaires. En 1909, Isachsen invite Holtedahl à le rejoindre dans les explorations du Spitzberg en tant que géologue officiel du groupe .
Il étudie la géologie à l'Université d'Oslo, obtient son diplôme en 1909 et obtient un doctorat en 1913. Restant à l'université en tant que membre du personnel, il devient professeur en 1920,,,,,,,.
Holtedahl est parmi les derniers d'une génération de géologues qui maîtrisent le sujet dans toute son ampleur. Il apporte une contribution significative, non seulement en Norvège mais aussi pour de vastes zones de l'Arctique et de l'Antarctique. Ses premiers travaux géologiques portent sur le Rift d'Oslo à l'époque cambrosilurienne, et il fait partie des expéditions de 1909-11 au Svalbard. Entre 1914-17, il explore la géologie de la Laponie, et en 1918, il travaille à Bear Island. En 1921, il dirige une expédition norvégienne en Nouvelle-Zemble. Il rejoint les expéditions antarctiques 1927-28 de Lars Christensen, et il publie les résultats scientifiques de ces expéditions . Il est le directeur de thèse de Bjørn G. Andersen, dont il influence grandement les travaux ultérieurs sur la géologie du Quaternaire .
Pendant la Seconde Guerre mondiale, il est membre du mouvement de résistance norvégien.

## Famille
Il épouse Tora Gurstad en 1912  et sont les parents du professeur de géologie Hans Holtedahl  (1917–2001). Holtedahl est mort à Oslo le 26 août 1975.
Il reçoit la Médaille Wollaston (1951) et est élu membre de la Royal Society en 1961 .